# Psychopsidae
Psychopsidae es una familia de insectos alados (Pterygota) del orden Neuroptera. 
Los adultos de Psychopsidae se distinguen por sus anchas alas sedosas pubescentes con patrones venosos densos espectaculares y la presencia de una vena triplica (la fusión apical de tres venas en el ala posterior).

## Taxonomía
Anteriormente estuvieron ubicadas en la superfamilia Hemerobioidea, pero no parece que guarden una relación próxima con estos insectos. Más bien, podrían estar emparentados con los Myrmeleontoidea que por ejemplo contienen a las hormigas león (Myrmeleontidae). En particular, Nemopteridae (las llamadas "alas de cuchara") parecen estar muy relacionadas con Psychopsidae. Éstos habían sido colocados en la superfamilia Nemopteroidea. La familia fósil Osmylopsychopidae fue, como lo indica su nombre científico, inicialmente intermedia entre Psychopsidae y Osmylidae. Pero en realidad, estas similitudes se deben a plesiomorfias en el primer caso, y simplemente se percibieron erróneamente en el segundo; los osmylopsychopidos son uno de los linajes basales de Myrmeleontoidea como se define tradicionalmente. Eventualmente Nemopteroidea fue abolida y sus miembros se reubicaron en Myrmeleontoidea. 
La familia Psychopsidae tuvo una diversidad significativamente mayor desde el Triásico hasta el Terciario que en la era moderna.

## Géneros y especies
En la actualidad la familia incluye cinco géneros vivientes en dos subfamilias; también hay varios géneros extintos con relaciones inciertas. Las especies existentes se limitan a las regiones Afrotropical (tres géneros), Indomalaya (un género) y Australasia (un género):
Subfamilia Psychopsinae
- Géneros Balmes (Suroeste y sur de Asia)
  - Balmes birmanus (McLachlan, 1891)
  - Balmes chikuni Wang & Bao, 2006
  - Balmes formosus (Kuwayama, 1927)
  - Balmes notabilis Navás, 1912
  - Balmes terissinus Navás, 1910
- Géneros Psychopsis Newman, 1842 (Australia)
  - Psychopsis barnardi Tillyard, 1925
  - Psychopsis coelivaga (Walker, 1853)
  - Psychopsis dumigani Tillyard, 1922
  - Psychopsis elegans (Guérin-Méneville, 1844)
  - Psychopsis gallardi (Tillyard, 1919)
  - Psychopsis gracilis Tillyard, 1919
  - Psychopsis illidgei Froggatt, 1903
  - Psychopsis insolens McLachlan, 1863
  - Psychopsis maculipennis Tillyard, 1925
  - Psychopsis margarita Tillyard, 1922
  - Psychopsis meyricki McLachlan, 1887
  - Psychopsis mimica Newman, 1842
  - Psychopsis tillyardi New, 1989

- Subfamilia Zygophlebiinae
  - Géneros Cabralis Navás, 1912 (centro y sur de África)
    - Cabralis gloriosus Navás, 1912

  - Géneros Silveira Navás, 1912 (Afrotropical)
    - Silveira jordani Kimmins, 1939
    - Silveira marshalli (McLachlan, 1902)
    - Silveira occultus Tjeder, 1960
    - Silveira rufus Tjeder, 1960

  - Géneros Zygophlebius Navás, 1910 (centro y sur de África)
    - Zygophlebius leoninus Navás, 1910
    - Zygophlebius pseudosilveira Oswald, 1994
    - Zygophlebius zebra (Brauer, 1889)